# إليا ماكسيموف
إليا ماكسيموف (الروسية: Илья Владимирович Максимов) (2 فبراير 1987 بنيجني نوفغورود في روسيا - ) هو لاعب كرة قدم روسي في مركز الوسط. شارك مع منتخب روسيا الثاني لكرة القدم ومنتخب روسيا لكرة القدم. أما مع النوادي، فقد لعب مع أنجي محج قلعة وزينيت سانت بطرسبرغ وشينيك ياروسلافل ونادي فولغا نيجني نوفغورود ونادي كريليا سوفيتوف سامارا ونادي كوبان كراسنودار وFC Nizhny Novgorod (2007) ‏ وسبورتاكادمكلوب موسكو ‏ ونادي خيمكي.

## وصلات خارجية
- إليا ماكسيموف على موقع قاعدة بيانات كرة القدم.إي يو (الإنجليزية)
- إليا ماكسيموف على موقع ناشيونال فوتبول تيمز (الإنجليزية)
- إليا ماكسيموف على موقع Soccerway.com (الإنجليزية)
- إليا ماكسيموف على موقع AS.com (الإسبانية)